# 1945年1月14日日食
1945年1月14日日食是一次日環食，發生於1945年1月14日（西半球大多為1月13日）。新月當天（即朔日），地球上觀測到月球和太阳的角距離極小，此時月球如果恰好在月球交點附近，穿過太阳和地球之間，與地球、太阳接近一直線，則會出現日食。月球穿過太阳和地球之間，但距地球較遠，本影未能接觸地表，而使偽本影覆蓋的區域內看到月球的角直徑小於太陽，就形成日環食，同時在偽本影兩側數千公里的半影範圍內形成日偏食。此次日環食經過了南非和澳大利亚兩國，日偏食則覆蓋了非洲東南部、澳大拉西亞、南极洲絕大部分及周邊部分地區。

## 日食概況

### 出現區域
南非聯邦開普省東南部在日出時最先看到日環食，隨後月球偽本影向東南進入南印度洋，逐漸轉為向東移動，在南极洲威爾克斯地以北約1600公里的洋面達到最大食分，再轉向東北，經過了澳大利亚塔斯馬尼亞州的部分島嶼後在日落時分結束於阿塔島西南約150公里的洋面。
此次環食帶覆蓋範圍內絕大部分都是海洋。除部分島嶼外，本次環食帶內的陸地僅有偽本影最初接觸地表時在南非劃過的約220公里。偽本影經過的陸地依次包括：
- 南非聯邦：從開普省東南部（今東開普省中部偏北）地區接觸地表後向東南移入印度洋；
- ：自西南向東北斜貫塔斯馬尼亞島西北部及弗諾群島中部偏北。[3][4]

除了上述狹窄的環食帶內能看到日環食之外，月球半影覆蓋範圍內都能看到日偏食，包括非洲東南部、澳大拉西亞、美拉尼西亞中東部、玻里尼西亞西南部，及南极洲除南極半島北部外的絕大部分。
月球在其軌道上自西向東轉動，發生日食時，月球在地球表面的陰影也大多自西向東移動，而從地球上看，太阳的西側先被月球遮掩，然後逐漸向東。但此次日食發生在南半球的夏季，地軸南端向太阳方向傾斜，月球偽本影經過了晨昏圈最南端附近的區域，因而在西部南極洲附近的一部分被半影覆蓋、看到日偏食的區域內，月影在地表自東向西移動，地面上看到的太阳東側最先被月球遮掩。此外，國際日期變更線以西的區域在1月14日看到日食，以東的區域在1月13日看到日食，而南极洲無確定时区，或在1月14日，或在1月13日，部分處於極晝的地區日偏食從1月13日深夜持續到1月14日凌晨。

### 基本參數
- 類型：日環食
- 食甚中心處（位於南极洲威爾克斯地以北約1600公里的印度洋東南部）資料：
  - 時間：1945年1月14日5:01:16.3
  - 地點：51°5.2′S 110°14.8′E / 51.0867°S 110.2467°E
  - 食分：0.9970（環食帶內最大）
  - 日環食持續時間：14.9秒

## 相關的日食

### 1942-1946年的日食
月球交替位於相對的月球交點時，以半個交點年（食年），即約177天又4小時間隔出現下列日食。
註：1942年3月16日和1942年9月10日的日偏食屬於上一組交點年系列。1946年5月30日和1946年11月23日的日偏食屬於下一組交點年系列。
| 升交點   | 升交點                   |          | 降交點                  | 降交點 |
| 沙羅周期 | 地圖                     | 沙羅周期 | 地圖                    |        |
| 115      | 1942年8月12日 偏食（南） | 120      | 1943年2月4日 全食       |        |
| 125      | 1943年8月1日 環食        | 130      | 1944年1月25日 全食      |        |
| 135      | 1944年7月20日 環食       | 140      | 1945年1月14日 環食      |        |
| 145      | 1945年7月9日 全食        | 150      | 1946年1月3日 偏食（南） |        |
| 155      | 1946年6月29日 偏食（北） |          |                         |        |

### 沙羅周期
沙羅周期長度為18年11天。本次日食屬於沙羅周期140，共包含71次日食，依次為1512年4月16日至1638年7月11日的8次日偏食、1656年7月21日至1836年11月9日的11次日全食、1854年11月20日至1908年12月23日的4次全環食（亦稱混合食）、1927年1月3日至2485年12月7日的32次日環食、2503年12月19日至2774年6月1日的16次日偏食，總共歷時1262.11年。其中最長的全食發生於1692年8月12日，共持續了4分10秒。
下表列舉了1901年至2100年間發生的屬於該周期的日食，是第23至33次：
| 23             | 24            | 25            |
| -------------- | ------------- | ------------- |
| 1908年12月23日 | 1927年1月3日  | 1945年1月14日 |
| 26             | 27            | 28            |
| 1963年1月25日  | 1981年2月4日  | 1999年2月16日 |
| 29             | 30            | 31            |
| 2017年2月26日  | 2035年3月9日  | 2053年3月20日 |
| 32             | 33            |               |
| 2071年3月31日  | 2089年4月10日 |               |

## 資料來源
1. ↑  樊忠玉. . 中国天文科普网.   [2016-03-27]. （原始内容存档于2014-09-17）.
2. 1 2  Fred Espenak. . NASA Eclipse Web Site.   [2016-03-27]. （原始内容存档于2020-10-24）.（英文）
3. ↑  Fred Espenak. . NASA Eclipse Web Site.   [2016-03-27]. （原始内容存档于2020-10-23）.（英文）
4. ↑  Xavier M. Jubier. .   [2016-03-27]. （原始内容存档于2017-04-06）.（法文）（英文）
5. ↑  Fred Espenak. . NASA Eclipse Web Site.   [2016-03-27]. （原始内容存档于2008-08-29）.（英文）
6. ↑  Fred Espenak. . NASA Eclipse Web Site.（英文）

## 外部連結
- NASA日食專頁（页面存档备份，存于）（英文）
- 可見區域圖和時間統計：由弗雷德·埃斯佩纳克做出的日食預報，NASA/GSFC
  - Google互動地圖呈現的日食範圍
  - 貝塞爾元素
- Google地圖顯示的日環食和日偏食範圍（页面存档备份，存于）（法文）（英文）

| \| \| 日食 \|                             |                              |                                          |
| 上一次日食： 1944年7月20日日食 （日環食） | 1945年1月14日日食 （日環食） | 下一次日食： 1945年7月9日日食 （日全食） |
| 上一次日環食： 1944年7月20日日食          | 1945年1月14日日食 （日環食） | 下一次日環食： 1947年11月12日日食        |
|                                           | 日食                         |                                          |